# Szegfűbors
A szegfűbors öt, a mirtuszfélék Pimenta nemzetségébe tartozó fafaj, illetve azok fűszerként használt termése. A borsot kereső Kolumbusz Kristóf fedezte fel a Karib-szigeteken, és haláláig nem jött rá tévedésére. Első európai importját 1601-ben dokumentálták. "Pimientának" nevezte, mert ez a bors neve spanyolul, és számos nyelvben ezt a nevet vették át. Napjainkban néha az angolos "pimento" néven említik, ami számos félreértést szül, mert gyakran hívják így a pimiento paprikafajtát is.
Európában használata csak a XVI.-XVII. század fordulójától jellemző. A második világháború előtt sokkal több szegfűborsot termesztettek és használtak, mint napjainkban, de a háború alatt sok fát kivágtak, és ezeket csak részben pótolták. Közeli rokona a fürtős szegfűbors (Pimenta racemosa).

## Származása, élőhelye
Nyugat-Indiában, Jamaicában, illetve Közép-Amerikában honos, de Indiában is kiterjedten termesztik.
Két faja:
- Pimenta officinalis B.,
- Pimenta dioica L.

sokfelé termesztik is. A termés latin neve: pimentea fructus, magyar népies neve: amomummag, angol fűszer, jamaicai bors, piment.
Eredeti termőhelyükön a többi faj, különösen a:
- Pimenta acris (Sw.) Lindl.

termését is használják, ez a faj európai üvegházakban is előfordul. A kereskedelemben ennek a kérgét is forgalmazzák, és szegfűcimetnek v. cassia caryophyllatának nevezik.

## Megjelenése
Az örökzöld fák 9–10 m magasra nőnek. Szürke kérgük jó illatú, miként a sötétzöld, bőrszerű, átellenesen növő levelek is; ezekből az illatanyag a fonákjukon található apró légzőnyílásokból párolog ki. Álernyős, zöldes-fehér virágaik a levelek tövéből fakadnak, és már-már elviselhetetlenül illatosak. Az apró virágokból fejlődik a kehelybe burkolódzó termése – egy zöldről sötétvörösre érő, lédús bogyó, amelyben két, borsó méretű magot hoz. Az érett mag puha, zöld és hosszúkás. Burka szegfűszegillatú; illatosabb, mint maga a mag.

## Felhasználása

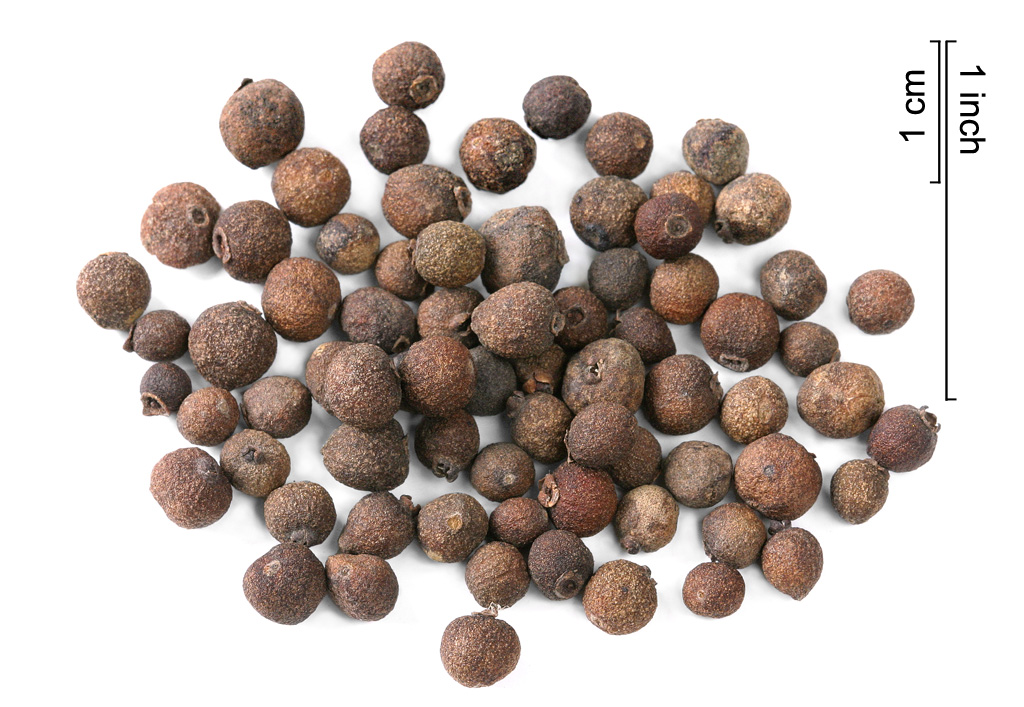
Szárított szegfűbors termés

A termést (Pimenta fructus), zölden szedik le, és addig szárítják, amíg a héja megbarnul, megráncosodik, és benne a magvak zörögni kezdenek. Az aszalt szegfűbors kemény, ráncos, bors-, illetve borsószem méretű; tetejét a négymetszetű kehely maradéka koronázza. Egy-egy fáról évenként mintegy 50 kg száraz szegfűbors nyerhető. A többi szárított fűszerhez hasonlóan célszerű száraz, hűvös, fénytől védett helyen tárolni.
Íze a borséra emlékeztet, illatában mintegy a szegfűszegé, a szerecsendióé és a fahéjé keveredik. Ráncos héja sötét- vagy vörösesbarna, illata aromás, íze gyengén égető. Illóolajat, gyantát, zsíros olajat tartalmaz.
Csak mérsékelten, más fűszerekkel együtt szabad használni, mert egyes fűszereket kiemel, másokat könnyen elnyomhat. Pácok, szószok, pástétomok, halételek, vagdalt húsok, saláták, sütemények kolbász- és húsáruk, gyógyteák, likőripari termékek illatosítására, ízesítésére. Fűszerkeverékek alkotórésze is lehet.
Skandináviában és Németországban heringételekhez, Európa többi országában főleg édességek, befőttek, karácsonyi sütemények ízesítésére használjuk. A forralt borban a szegfűszeg alternatív fűszere. A csatni szószokba és egyes currykbe és a potpourri fűszerkeverékbe is teszik.
Szükség esetén helyettesíthetjük egy rész szerecsendió, 2 rész fahéj és 2 rész szegfűszeg keverékével.
Ízesítenek vele likőröket és más szeszes italokat is – Jamaicában például a rumot. Ez a Bénédictine[forrás?] és a Chartreuse[forrás?] likőr egyik alapanyaga is. Termését a maja indiánok a halottak balzsamozásához használták. Illóolaját illatszerekben alkalmazzák.

## Hatóanyagai
Tartalmaz illóolajat (eugenol, cineol, fellandrén, kariofillén), zsírosolajat és gyantát. A magokból sajtolt olaj 70%-a eugenol: ez van a szegfűszegben, a fahéjban és a szerecsendióban is, ez az olaj ad jellegzetes ízt a Chartreuse-nek és a többi, évszázadok óta vele ízesített likőröknek.

## Gyógyhatása
Teája gyomorgyengeség és felfúvódás megszüntetésére használható. Fájdalomcsillapító,
érzéstelenítő hatása is ismert. A népi gyógyászatban borogatásokban az ízületi gyulladások enyhítésére használták; bár, mivel tannint tartalmaz, irritálhatja a bőrt, ha közvetlenül hozzáér.
Erős aromája nagyon illékony, ezért jól zárható edényben kell tárolni.

## Külső hivatkozások
- Révai lexikon
- Tippek és ötletek a fűszerek használatához
- Szegfűbors (Pimenta dioica)
- A Pallas nagy lexikona [Tiltott forrás?]
- Mérgező növények, növényi mérgek